# 리원후이 (진행자)
리원후이(중국어 정체자: 李文揮, 병음: Lî Wénhūi, 한자음: 이문휘, 7월 22일 ~)는 대만의 방송인, 촬영, 진행자, 내레이터이다.

## 방송
- 대만전기